# انتخاب هاوکه
انتخاب هاوکه (انگلیسی: Hauke Wahl؛ زادهٔ ۱۵ آوریل ۱۹۹۴) بازیکن فوتبال اهل آلمان است.
از باشگاه‌هایی که در آن بازی کرده‌است می‌توان به باشگاه فوتبال پادربورن و باشگاه فوتبال هولشتاین کیل اشاره کرد.